# Adalbert Hahn

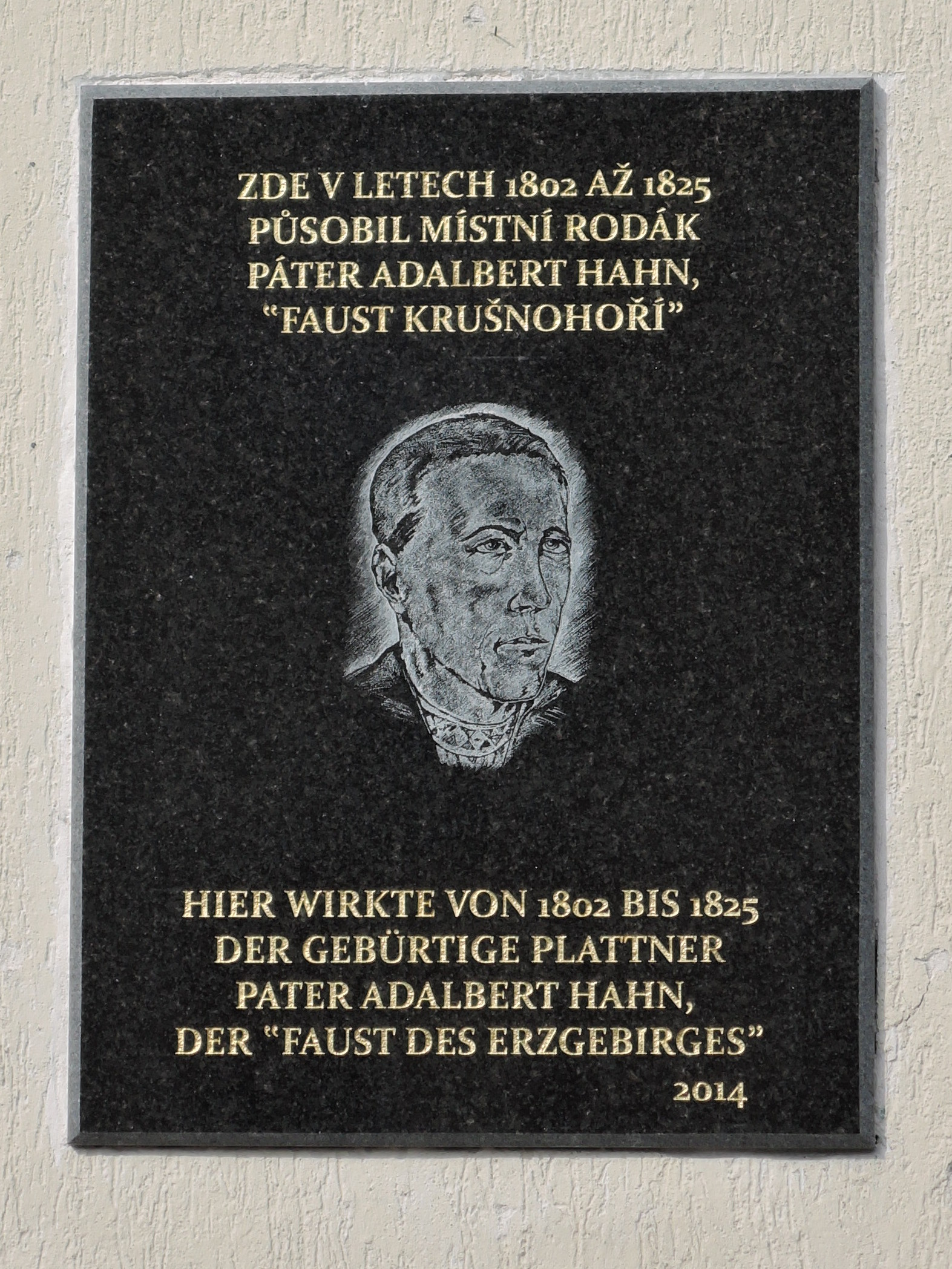
Im Jahr 2014 angebrachte Gedenktafel an der Kreuzkapelle Platten, der letzten Wirkungsstätte Hahns als Kaplan

Johann Adalbert Hahn (* 14. Februar 1750 in Platten 1; † 23. September 1825 ebenda) war ein böhmischer Kaplan und ist bekannt unter dem Namen Pater Hahn. Man nannte ihn liebevoll den Faust des Erzgebirges. Von ihm sind viele Anekdoten, Sagen und Schwänke über die von ihm vollführten Zauberkunststücke überliefert.

## Leben
Adalbert Hahn wurde in der 1934 abgebrannten Oberen Mühle (Nr. 218) am Breitenbach in Platten als Sohn des Müllers Johann Anton Hahn (1713–1767) und dessen Ehefrau Maria Rosalia († 1772) geboren und am darauffolgenden Tag in der Kirche von Platten getauft. Sein Großeltern väterlicherseits waren der Breitenbacher Müller Christian Hahn, der 1725 im Bergwerk verschüttet wurde und Maria Susanna geb. Seltmann, Tochter des Barbiers Abraham Seltmann († 1684), der aus Holland stammte und sich vor 1684 in Platten niederließ.
Hahn besuchte die Volksschule seiner Heimatstadt, bis 1766 das Piaristengymnasium in Schlackenwerth und danach das Gymnasium in der Prager Neustadt. In Prag studierte er Theologie und erhielt am 11. Juni 1775 die Priesterweihe. Von 1776 bis 1779 war er in Böhmisch Kahn bei Teplitz, daraufhin weilte er einige Zeit in Wien. 1782 wurde er wegen illegaler Schatzgräberei in Purkersdorf verhaftet und vom Diözesangericht Prag verurteilt. Wo Hahn sich bis 1791 aufgehalten hat, ist unbekannt.
Im Juli 1791 erhielt er eine Stelle als Kaplan in Schönlind bei Schlackenwerth, wo er bis zu einer Entlassung 1793 blieb. In den folgenden Jahren wirkte er in Sankt Joachimsthal, Gottesgab und Frühbuß als Kaplan. Aber immer wieder gab es Klagen über ihn. Er fand letztendlich 1802 in seiner Geburtsstadt eine Stelle als Kaplan. Hier wirkte er bis zu seinem Tode an der Kreuzkapelle. Er wohnte nicht in der Pfarrei, sondern im Benefiziathaus zwischen Bärringer und späterer Bahnhofstraße. Neben seinen Pflichten als Benefiziat war Hahn für die Pfarrei auch als Katechet tätig. Ende des 18. Jahrhunderts erteilte Hahn in Zwittermühl Religionsunterricht.
Als Priester war Adalbert Hahn ein überzeugter Katholik und strenger Gegner der Protestanten. So richten sich mehrere seiner Zauberkunststückchen gegen Bürger aus Sachsen und insbesondere aus der Exulantenstadt Johanngeorgenstadt sowie Oberwiesenthal. Er starb 1825  im Alter von 75 Jahren in Platten Hausnummer 8 an Altersschwäche. Das einzige von ihm überlieferte Bild wurde 1892 beim Brand des Rathauses in Platten vernichtet.

## Geschichten über Pater Hahn (Auswahl)
- Warum der kleine Hahn mit dem Heiligen Adalbert uneins wurde und wie er zu seinem Berufe kam
- Pater Hahns Ende
- Luther in der Hölle
- Das Gewitter
- Der starke Regen
- Der geängstigte Wiesenbesitzer (12 Varianten)
- Die nachfolgenden Schlangen
- Soldaten aus dem Ofen
- Der Stock
- Wie der Pater Hahn auf der „Halde“ den Teufel zitiert hat
- Das nasse Heu
- Der Regenguss
- Das Große Wasser
- Die übertrumpften Sachsen
- Der verschwundene Ofen
- Der Gießbach